# Blackmar-Diemer-Gambit
|   | a | b | c | d | e | f | g | h |   |
| 8 |   |   |   |   |   |   |   |   | 8 |
| 7 |   |   |   |   |   |   |   |   | 7 |
| 6 |   |   |   |   |   |   |   |   | 6 |
| 5 |   |   |   |   |   |   |   |   | 5 |
| 4 |   |   |   |   |   |   |   |   | 4 |
| 3 |   |   |   |   |   |   |   |   | 3 |
| 2 |   |   |   |   |   |   |   |   | 2 |
| 1 |   |   |   |   |   |   |   |   | 1 |
|   | a | b | c | d | e | f | g | h |   |

1. d4 d5 2. e4 dxe4 3. Sc3 Sf6 4. f3 exf3
Das Blackmar-Diemer-Gambit (kurz auch BDG genannt) ist ein Gambit, also eine Eröffnung des Schachspiels, das aus dem Blackmar-Gambit entstanden ist. In den ECO-Codes ist das Gambit unter dem Schlüssel D00 klassifiziert.
Es entsteht nach den Zügen:
1. d2–d4 d7–d5

2. e2–e4 d5xe4

3. Sb1–c3 Sg8–f6

4. f2–f3 e4xf3

## Idee und Geschichte
Der amerikanische Schachspieler Armand Edward Blackmar entwarf den Plan, durch das Bauernopfer 2. e2–e4 d5xe4 mit nachfolgendem 3. f2–f3 Weiß offene Linien und Entwicklungsvorsprung zu verschaffen. Aber mit der Antwort 3. … e7–e5! kann Schwarz Vorteil erreichen.
Der polnische Meister Ignacy Popiel griff die noch nicht ausgereiften Ideen von Blackmar auf und fügte im dritten Zug den Zwischenzug 3. Sb1–c3 hinzu. Er wollte jedoch kein Gambit spielen, sondern durch 4. Lc1–g5 den Bauern zurückgewinnen. Erst Emil Joseph Diemer kombinierte das Blackmar-Gambit mit Popiels Springerzug und schuf so das Blackmar-Diemer-Gambit. Er brachte sich mit dem Namen des Gambits nur indirekt in Zusammenhang. Stattdessen schrieb erstmals Max Euwe 1951 im Schach-Archiv über das „Blackmar-Diemer-Gambit“. Bis zu diesem Zeitpunkt war das Gambit noch als „Blackmar-Gambit“ bekannt.
Diemer hatte nicht vor, es bis zum Endspiel kommen zu lassen, da er die aggressive Spielweise „Vom ersten Zug an auf Matt“ vertrat. Tatsächlich bietet das Blackmar-Diemer-Gambit eine Fülle an taktisch hochkomplizierten Varianten. Sehr oft erlangt Weiß auf – leicht passierende – schwarze Ungenauigkeiten erfolgreichen Mattangriff. Gelingt dies nicht, ist mitunter ein Dauerschach in Reserve; scheitert Weiß aber, so ist er üblicherweise materiell so weit im Hintertreffen, dass er vor dem Endspiel aufgeben kann. Das Remis ist eher die Ausnahme.

## Bewertung und Praxis
An der Frage, ob das BDG korrekt ist, also die Kompensation den Bauern mindestens aufwiegt, scheiden sich die Geister bis heute. Auf Meisterebene wird es kaum gespielt, da die Meinung vorherrscht, bei korrektem Gegenspiel des Schwarzen erhielte Weiß zu wenig Kompensation für den Bauern und käme daher in Nachteil. Dem entgegen stehen die Ergebnisse aus der Turnierpraxis, in der Weiß eine Siegquote von etwa 53 % aufweist. Dies ist jedoch kein direkter Beweis für die Güte des Systems, denn besonders oft ist in dieser Eröffnung der Weiße seinem Gegner an Theoriekenntnissen weit überlegen. Auch inkorrekte, aber mit Fallen gespickte Varianten führen mehrheitlich zum Sieg. In Partien zwischen hochklassigen und gleichrangigen Spielern schafft Schwarz hingegen oft eine erfolgreiche Verteidigung und anschließende Verwertung des Mehrbauern. Eine endgültige Widerlegung des ganzen Systems ist jedoch nicht bekannt. Im Blitzschach, vor allem im Internet, ist das BDG sehr populär und erfolgversprechend bei Spielern aller Stärkegrade.
Die Anhänger des Gambits haben in der Vergangenheit ein starkes Eigenleben mit gesonderten Zeitschriften und Thementurnieren ausgebildet. In den Jahren zwischen 1968 und 1975 bzw. von 1979 bis 1983 wurden eigene „BDG-Fernschach-Weltturniere“ ausgetragen. Diemer und andere Spieler, wie Georg Studier, Uwe Stapelfeldt und Gerhart Gunderam, erforschten Varianten in Fernschach-Thematurnieren.

## Wichtige Varianten
Nach 1. d2–d4 d7–d5 2. e2–e4 d5xe4 3. Sb1–c3 Sg8–f6 4. f2–f3 sind mehrere Varianten möglich. Einige Varianten können dabei auch durch Zugumstellungen aus anderen Eröffnungen entstehen.

### Ablehnungen des Gambits
- Das Elbert-Gegengambit 4. … e7–e5? verliert nach 5. d4xe5 Dd8xd1+ 6. Ke1xd1! Sf6–d7 7. Sc3–d5 Ke8–d8 8. Lc1–g5+ zwei Bauern. 5. … Sf6–d7 würde dabei den Schaden minimieren.
- Die O'Kelly-Verteidigung 4. … c7–c6 mit der Idee 5. f3xe4 e7–e5
- 4. … c7–c5 (Brombacher-Gegengambit)
- Nach 4. … Lc8–f5 (Wiener Verteidigung) kann Weiß durch 5. f3xe4 oder 5. Lf1–c4 weiterhin ein Gambit spielen, oder durch 5. g2–g4 Lf5–g6 6. g4–g5 Sf6–d5 7. Sc3xe4 den Bauern zurückerobern, wobei jedoch die Bauernstruktur am Königsflügel geschwächt wird.
- 3. … e7–e5 ist das Lemberger Gegengambit.
- Die Fortsetzung 2. … c6 führt zur Caro-Kann-Verteidigung, die Fortsetzung 2. … e6 zur Französischen Verteidigung.

### Annahme des Gambits
- 4. … e4xf3 ist die Annahme des Gambits, wonach die zwei Hauptfortsetzungen 5. Sg1xf3 und 5. Dd1xf3 existieren. Beide führen zu scharfem Spiel.
  - Nach 5. Sg1xf3 sind 5. … Lc8–g4, 5. … e7–e6 und 5. … g7–g6 die gebräuchlichsten Fortsetzungen.

Jedoch sind auch andere möglich wie z. B. das abwartende 5. … c7–c6: Nach 6. Lc4 wird sich der schwarze Königsläufer in weiterer Folge mit e6 entwickeln, nach 6. Ld3 mit g6. Daher liegt es für Weiß nahe, ebenfalls abzuwarten und seinen eigenen Königsläufer vorerst nicht zu entwickeln mittels 6. Lg5.
Die von Gunderam vorgeschlagenen Varianten 5. … Lc8–e6 und 5. … h7–h5 sind in der Turnierpraxis selten und weitgehend unerforscht.
Hingegen war 5. … Lc8–f5 Gegenstand ausführlicher Untersuchungen vorwiegend durch Diemer, Studier und Gunderam.
- Durch das Ryder-Gambit 5. Dd1xf3 bietet Weiß einen zweiten Bauern an. Schwarz kann diesen ablehnen oder nach 5. … Dd8xd4 6. Lc1–e3 mit zwei Mehrbauern gegen starken weißen Angriff spielen. Der Qualitätsgewinn 6. … Dd4–b4? 7. 0–0–0 Lc8–g4? verliert wegen 8. Sc3–b5!!.

Eine endgültige Bewertung der Varianten steht auch hier noch aus.